# 外交保安局
外交保安局（がいこうほあんきょく、Bureau of Diplomatic Security）は、アメリカ合衆国国務省に属する一機関。

## 概要
国務省が業務を遂行するにあたり直面する諸々の安全上の脅威を防止・排除することをその任とする。具体的には、国務省・在外公館高官や合衆国に来訪した外交使節の身辺警護、在外公館の警備・防諜、在外邦人の保護、各国の外交安全保障情報の収集・対処、および外務行政に関連した連邦犯罪の捜査（旅券偽造、国際テロ犯罪等）等を所掌する。特別捜査官(federal agent)たる外交保安官と、事務官、技官によって主に構成される。外交保安官は、連邦法、国際法、並びに各国との協定に基づき、必要に応じた火器の携帯・使用が認められる。